# بانک مرکزی ایسلند
بانک مرکزی ایسلند (ایسلندی: Seðlabanki Íslands) بانک مرکزی ایسلند است، که در سال ۱۹۶۱ تأسیس شد.